# François Orlandini
François Charles Orlandini, né le 3 juillet 1920 à Auvillars-sur-Saône (Côte-d'Or) et mort le 31 octobre 2015 à Beaune (Côte-d'Or), est un peintre français.

## Biographie
François Charles est le fils d'un sculpteur, Antoine Orlandini, et d'une institutrice, Marie Androt, descendante d'Albert Androt.

## Récompenses et distinctions
- Prix de Rome en peinture (1948)